# Lycée Chrestien-de-Troyes
 (février 2012).
Si vous disposez d'ouvrages ou d'articles de référence ou si vous connaissez des sites web de qualité traitant du thème abordé ici, merci de compléter l'article en donnant les références utiles à sa vérifiabilité et en les liant à la section « Notes et références ».
Le lycée Chrestien-de-Troyes est un établissement français public d’enseignement secondaire et supérieur de Troyes (Aube, région Champagne-Ardenne et Académie de Reims).
Cet établissement porte le nom de Chrétien de Troyes (ou Chrestien de Troyes), un poète français né vers 1135 et mort vers 1183, sans doute originaire de Troyes.

## Histoire
Le lycée a été créé en 1621. L'établissement était anciennement situé à l'emplacement du marché couvert de la ville. Les bâtiments actuels furent construits en 1972.
Le lycée se classe 4e sur 10 au niveau départemental quant à la qualité d'enseignement, et 1718e au niveau national. Le classement s'établit sur trois critères : le taux de réussite au bac, la proportion d'élèves de première qui obtient le baccalauréat en ayant fait les deux dernières années de leur scolarité dans l'établissement, et la valeur ajoutée (calculée à partir de l'origine sociale des élèves, de leur âge et de leurs résultats au diplôme national du brevet).
Le lycée est doté d'un internat mixte de 230 places. Il est ouvert du lundi matin au vendredi soir.

## L’établissement

### Situation géographique
L'établissement est situé à proximité de l'Université de technologie de Troyes (UTT) et de l'Institut universitaire de technologie de Troyes.

### Lycée
Le lycée propose à ses élèves les filières générales, prépa, BTS et STMG.

### Classes préparatoires aux grandes écoles
Le lycée Chrestien-de-Troyes abrite cinq classes préparatoires scientifiques :  MPSI, PCSI, MP, PC et PSI.  En 2015, L'Étudiant donnait le classement suivant pour les concours de 2014 :
| Filière | Élèves admis dans une grande école* | Taux d'admission* | Taux moyen sur 5 ans | Classement national | Évolution sur un an |
| --- | ----------------------------------- | ----------------- | -------------------- | ------------------- | ------------------- |
| MP / MP* | 1 / 21 élèves                       | 5 %               | 3 %                  | 44e sur 114         | 70                  |
| PC / PC* | 0 / 18 élèves                       | 0 %               | 1 %                  | 110eex-æquo sur 110 | =                   |
| PSI / PSI* | 0 / 18 élèves                       | 0 %               | 1 %                  | 120eex-æquo sur 120 | =                   |
| Source : Classement 2015 des prépas - L'Étudiant (Concours de 2014). * le taux d'admission dépend des grandes écoles retenues par l'étude. En filières scientifiques, c'est un panier de 11 à 17 écoles d'ingénieurs qui a été retenu par L'Étudiant selon la filière (MP, PC, PSI, PT ou BCPST). |                                     |                   |                      |                     |                     |

### Brevets de Technicien Supérieur
Trois sections de BTS sont disponibles au lycée : 
- BTS Banque (en formation initiale et en alternance)
- BTS Assurance (en formation initiale et en alternance)
- BTS Management des Unités Commerciales (en formation initiale)[8]

## Personnalités liées au lycée
Le lycée compte parmi ses enseignants professeurs des personnalités comme Jean Guitton (Académicien) ou encore Thomas Narcejac (auteur de romans policiers).
Des élèves devenus célèbres ont aussi fréquenté le lycée. On peut citer Émile Coué (fondateur de la méthode portant son nom), Paul Portier (membre de l’Institut et de l’Académie de Médecine), le général Billote (gouverneur militaire de Paris en 1937), le général De Larminat, ainsi qu'Alphonse Roserot (historien) et Bryan Mbeumo (actuellement footballeur professionnel)[réf. nécessaire].